# Робертсон, Роберт
Роберт Гордон Робертсон (19 мая 1917 года — 15 января 2013 года) — канадский государственный деятель, комиссар Северо-Западных территорий (1953—1963), клерк Тайного совета королевы для Канады (1963—1975). Компаньон ордена Канады (1976).

## Биография
Роберт Робертсон закончил Саскачеванский университет, Оксфордский университет и Торонтский университет. С 1941 по 1945 годы Робертсон работал в департаменте внешних отношений, после чего перешёл на пост секретаря в офисе премьер-министра. Он оставался в секретариате до 1951 года, а в 1951—1953 годы исполнял обязанности министра по делам Севера и национальных ресурсов (Deputy Minister of the Department of Northern Affairs and National Resources).
С 15 ноября 1953 года по 11 июля 1963 года Робертсон был комиссаром Северо-Западных территорий. Робертсон стал седьмым и самым молодым комиссаром. Одновременно Робертсон стал первым министром по делам Севера Канады. Он же выступил с предложением о создании территории Нунавут.
С 1 июля 1963 года по 15 января 1975 года Робертсон был клерком Тайного совета и секретарём кабинета. После чего Робертсон продолжал работать в кабинете, занимаясь отношениями между федеральным центром и провинциями. В 1976 году за работу на этих постах Робертсон стал компаньоном ордена Канады.
После ухода с государственной службы в 1979 году Роберт Робертсон стал президентом исследовательского института (Institute for Research on Public Policy). Он также был ректором Карлтонского университета. Его именем названа стипендия, которая ежегодно присуждается лучшим студентам-инуитам университета с 2006 года.
В 2000 году была опубликована биографическая книга Робертсона о государственной службе в администрациях пяти премьер-министров Memoirs of a Very Civil Servant.